# Oriana Music
Oriana Music — це український музичний лейбл, створений наприкінці 90-х років, учасниками гурту «Nokturnal Mortum». Головною діяльністю компанії є перевидання обширної дискографії легенди українського блек-металу, але також, серед релізів фірми, є і альбоми інших гуртів, на кшталт «Khors», «Lucifugum», «Reusmarkt», «Astrofaes» та інших.
Сама назва фірми, протягом років, змінювалась — «Oriana Productions», «Oriana Records» або «Oriana Music».